# یواس‌اس آندررایتر (۱۸۸۰)
یواس‌اس آندررایتر (۱۸۸۰) (به انگلیسی: USS Underwriter (1880)) یک کشتی بود که طول آن 121' بود. این کشتی در سال ۱۸۸۱ ساخته شد.